# Provinser i Irland
Øen Irland er historisk inddelt i fire provinser (engelsk: province, irske: cúige). De er yderligere inddelt i 32 grevskaber. Provinserne bruges ikke som administrative inddelinger i dag, da man i stedet bruger grevskaberne i Republikken Irland og distrikter i Nordirland.
Historisk var der væsentligt flere end de moderne fire provinser. I løbet af middelalderen var der mange ændringer ved deres grænser, og blandt andet blev provinser sammenlagt, eller nydannede grevskaber blev flyttet fra en provins til en anden. Den sidste provins til at blive nedlagt var Meath i 1610, der i dag er delt mellem Leinster og Ulster. Netop på grund af Meath kan det irske ord for provins, cúige, oversættes til "femtedel". Siden øens opdeling i det uafhængige Republikken Irland og det britiske Nordirland i 1922, har tre provinser ligget helt i Republikken og en yderligere, Ulster, er delt mellem Republikken og Nordirland.
De fire provinser er:
- Connacht (inddelt i 5 grevskaber, alle i Republikken Irland)
- Munster (inddelt i 6 grevskaber, alle i Republikken Irland)
- Leinster (inddelt i 12 grevskaber, alle i Republikken Irland)
- Ulster (inddelt i 9 grevskaber, hvoraf 6 er i Nordirland og 3 er i Republikken Irland)